# 杜馬 (密西西比州)
杜馬（英語：Dumas）是位於美國密西西比州蒂帕縣的城鎮。

## 人口
根據2020年美國人口普查的數據，杜馬的面積為10.08平方千米，皆為陸地。當地共有人口471人，而人口密度為每平方千米47人。